# Mars (muziek)
Een mars is een muzikaal, ceremonieel genre, dat vooral in militaire kringen wordt gebruikt.

## Kenmerken
Een mars staat altijd in een binaire ofwel tweedelige maatsoort en heeft een duidelijke, streng te volgen cadans, die zeer herkenbaar is.
Bij parade- en feestmarsen is de toonsoort meestal majeur om zo een melodie te verkrijgen die, uiteraard, vrolijk is. Meestal is er een duidelijk thema en neventhema aanwezig, zodat elke mars zijn eigen karakter krijgt. Dit wordt versterkt door het eerste thema te herhalen in een ABA-structuur. Dit type mars wordt meestal met vlotte tred in vieren gelopen, dus per tel een stap. Het metronoomgetal ligt meestal vast. In de meeste ceremonieboeken wordt een waarde van 120 à 140 tikken per minuut aangehouden. Naast gepunteerde figuren (achtste met punt gevolgd door een zestiende) worden ook veel triolen toegepast.
Dodenmarsen echter staan meestal in mineur en zijn veel langzamer van tempo. In de dodenmars wordt bijna altijd het gepunteerde ritme gebruikt, om de statigheid te verhogen. Vaak wordt dit type marsen met plechtige tred in tweeën gelopen, dus per twee tellen 1 stap.

## Gebruik

### Militair gebruik
In militaire kringen worden marsen vooral gebruikt om de cadans aan te geven en het morele peil hoog te houden. Elke legercomponent had zijn eigen blaaskapel, die een eigen repertoire aan marsen had/heeft. Zo zal een mars van de marine totaal anders klinken dan die van de cavalerie. Vroeger bestonden er alleen hoorns en bazuinen en een beperkt slagwerk om militaire signalen aan te geven.

### Civiel gebruik
In 19e-eeuwse civiele kringen werden marsen gebruikt op mondaine feesten en bals om een militaire sfeer te benadrukken naast de vrolijke sfeer van de wals en de polka. Vooral de familie Strauss is zeer bekend omwille van haar marsen. Daarnaast komen ook in opera's en balletten weleens marsen voor.

### Religieus gebruik
Er bestaan ook processiemarsen voor het katholieke gebruik en dodenmarsen, de zogenaamde Marche Funèbre. De mars moest ook hier het plechtige karakter accentueren. De meeste katholieke processies worden vergezeld van muziek. Dit is onder andere het geval in de Semana Santa. De muziek maakt prominent deel uit van de processie.

## Bekende marsen
- Radetzkymars, op.228 (1848); door Johann Strauss I; geschreven ter ere van de Oostenrijkse generaal Joseph Radetzky, die Italiaanse rebellen had verslagen in Custoza.
- Preußens Gloria; Johann Gottfried Piefke
- Yorckscher Marsch; Ludwig van Beethoven
- Klar zum gefecht, Abschied der Gladiatoren; Hermann Ludwig Blankenburg
- Pomp And Circumstance March No. 1; door Sir Edward Elgar (1857-1934)
- Grote Mars uit Aida; door Giuseppe Verdi (1813-1901)
- Mars uit de Notenkraker-suite; door Pjotr Iljitsj Tsjaikovski (1840-1893)
- Joyeuse Marche (Marche française); door Emmanuel Chabrier (1841 - 1894)
- The Washington Post; door John Philip Sousa (1854-1932)
- The Stars And Stripes Forever; door John Philip Sousa
- Colonel Bogey; door Kenneth J. Alford (1881-1945)
- Einzug der Gladiatoren; door Julius Fučík (1872-1916)
- Alte Kameraden, Graf Zeppelin, In treue fest; door Carl Albert Hermann Teike (1864-1922)
- Mars der Medici; door Johan Wichers (1887-1956, Oldenzaal). In 1938 geschreven na een langdurig ziekenhuisverblijf, als dank aan zijn medici voor zijn genezing.
- Herautenmars; door Johan Wichers
- Glück auf; door Johan Wichers
- Imperator; door Johan Wichers
- Hand in hand, kameraden; door Wilhelm Speidel (1826-1899)
- Huzarenmars; door Hendrik Karels (1850-1927)
- Slavische mars (Servo-Russische mars; Marche slave); door Pjotr Iljitsj Tsjaikovski (1840-1893)